# John Titman
John Charles Titman (ur. 26 stycznia 1951 w Brisbane) – australijski żużlowiec, występujący również na długim torze.

## Życiorys
Wielokrotny reprezentant Australii na arenie międzynarodowej. Dwukrotny finalista indywidualnych mistrzostw świata (Londyn 1978 – IX miejsce, Chorzów 1979 – XII miejsce). Finalista mistrzostw świata par (Vojens 1979 – IV miejsce). Pięciokrotny uczestnik eliminacji drużynowych mistrzostw świata (najlepszy wynik: 1978 – IV miejsce w finale interkontynentalnym). Sześciokrotny medalista indywidualnych mistrzostw Australii: złoty (1977), dwukrotnie srebrny (1975, 1986) oraz trzykrotnie brązowy (1974, 1980, 1981).
W lidze brytyjskiej reprezentant klubów: Halifax Dukes (1972–1973), Exeter Falcons (1975–1977), Leicester Lions (1978–1981), Hackney Hawks (1982–1983) oraz Wimbledon Dons (1984). Dwukrotny medalista drużynowych mistrzostw Wielkiej Brytanii: srebrny (1977) oraz brązowy (1976).
Na torach długich – dwukrotny uczestnik finałów indywidualnych mistrzostw świata (Mariańskie Łaźnie 1983 – XI miejsce, Herxheim 1984 – X miejsce) oraz zwycięzca turnieju Golden Pheasant (1981).